# Пиетришу (Валча)
Пиетришу (рум. Pietrișu) насеље је у Румунији у округу Валча у општини Бајиле Оланешти. Oпштина се налази на надморској висини од 625 m.

## Становништво
Према подацима из 2002. године у насељу је живело 27 становника, од којих су сви румунске националности.